# Mitridates III del Pont

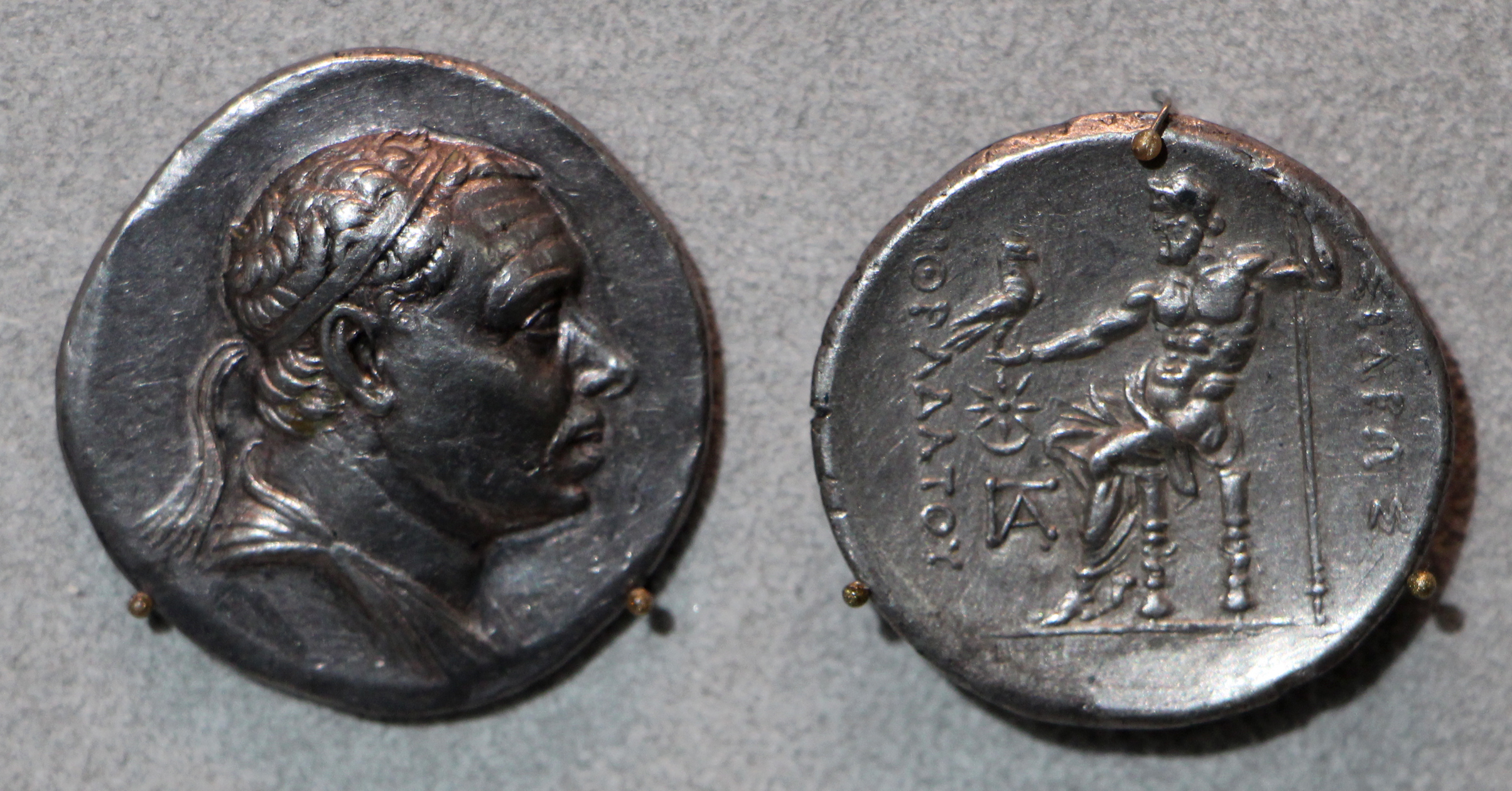
Tetradrachm di Mithridates III of Pontus

Mitridates III del Pont també conegut com Mitridates V, (en grec antic Mιθριδάτης) va ser un rei del Pont força desconegut que va regnar durant un període incert, potser de l'any 220 aC o 210 aC fins al 185 aC.
Era fill de Mitridates II del Pont i de Laodice. Tenia dues germanes, Laodice III, la primera esposa del rei selèucida Antíoc III el Gran i Laodice del Pont. No se sap res del seu regnat perquè en aquestos anys el Pont no és esmentat per cap historiador, i es desconeix realment què va passar. La majoria dels historiador consideren que hi va haver un Mitridates III, ja que Apià diu que Mitridates VI Eupator era el sisè rei amb aquest nom i el vuitè rei del país, ja que hi va haver un Ariobarzanes III del Pont i un Farnaces I del Pont. Roman el dubte de si Appià va contar a Mitridates II com a rei o no. Es va casar amb una princesa selèucida anomenada Laodice, i va tenir tres fills, Mitridates IV del Pont, Farnaces I i Laodice.